# Gewog di Kangpara
Il gewog di Kangpara è uno dei quindici  raggruppamenti di villaggi del distretto di Trashigang, nella regione Orientale, in Bhutan.